# Carpi Football Club 1909 2015-2016
Questa voce raccoglie le informazioni riguardanti il Carpi Football Club 1909 nelle competizioni ufficiali della stagione 2015-2016.

## Stagione
Il neopromosso Carpi è costretto a giocare gli incontri casalinghi al Braglia di Modena, impianto condiviso con i canarini (ancora nel campionato cadetto), dopo che la FIGC giudica non idoneo alla massima categoria il Cabassi. Nel preliminare di Coppa Italia supera il Livorno poi esordisce in campionato, perdendo 5-2 con la Sampdoria. Dopo aver ceduto anche all'Inter, ottiene a Palermo il primo punto. Il 5-1 subìto dalla Roma a fine settembre costa la panchina a Castori, sostituito da Sannino che al debutto batte il Torino: è la prima vittoria in A. In seguito al pareggio con l'Hellas Verona, che lascia entrambe le squadre in coda alla classifica, l'artefice della promozione viene richiamato. I biancorossi accedono agli ottavi di coppa, sconfiggendo il Vicenza. Confinati per gran parte della stagione al penultimo posto eliminano anche la Fiorentina per poi abbandonare il torneo a causa della sconfitta incassata dal Milan.
Il girone di ritorno comincia con una vittoria per 2-1 contro la Sampdoria e con un pareggio prestigioso a San Siro contro l'Inter: l'1-1, in dieci contro undici, è segnato Lasagna al 92'. La compagine emiliana mira alla salvezza grazie alle vittorie (entrambe per 2-1) contro Frosinone e Hellas, a loro volta in lotta per non retrocedere. In particolare, il successo sugli scaligeri permette di agganciare il Palermo in 17ª posizione. La permanenza appare ipotecata dopo i 6 punti conquistati contro Genoa ed Empoli, ma il 2-0 patito in casa della Juventus - che ha appena vinto il 5º Scudetto consecutivo - riapre la corsa, complice anche l'aggancio dei rosanero. I siciliani, una settimana più tardi, compiono il sorpasso grazie al pari con la Fiorentina e al crollo carpigiano contro la Lazio: sul risultato di 1-3 grava il doppio errore dal dischetto di Mbakogu, che nel finale segna il gol della bandiera. L'ultima giornata risulta decisiva per stabilire la terza retrocessa, che si aggiunge a ciociari e veneti: questi ultimi ospitano proprio il Palermo, che a parità di punti in classifica scenderebbe in B per la peggior differenza-reti rispetto al Carpi. La formazione di Castori gioca invece a Udine, dove i bianconeri - già salvi - preparano l'addio di Antonio Di Natale.
Intorno al 30' in casa emiliana suona già il campanello d'allarme, quando i rosanero passano in vantaggio al Barbera. Sul finire del primo tempo il Carpi ha una reazione d'orgoglio, segnando due volte con il giovane Verdi: il primo gol, su rigore, porta anche all'espulsione di Théréau. I cartellini rossi sono protagonisti anche nell'altra sfida, con una sanzione per parte. Al 3' della ripresa i veronesi trovano il pari, che garantirebbe la salvezza: la gioia tuttavia dura soltanto altri 3', finché il Palermo non raddoppia. A seppellire definitivamente le speranze è Gilardino, che al 64' trova la rete del 3-1. Nei minuti conclusivi l'Udinese accorcia proprio con Di Natale, che dal dischetto segna l'ultimo gol della sua carriera, mentre l'Hellas marca l'ininfluente 3-2. La combinazione di risultati costa al Carpi un'immeritata, nelle parole del tecnico e dei giocatori, retrocessione.

## Divise e sponsor
Lo sponsor tecnico per la stagione 2015-2016 è Givova mentre lo sponsor ufficiale è Azimut Investimenti; inoltre compare lo sponsor Gaudì Jeans sul retro della maglia sotto il numero.
| Casa | Trasferta | Casa (2) | Terza divisa | Casa alternativa |

## Organigramma societario
Area direttiva
- Presidente: Claudio Caliumi
- Amministratore delegato e socio di maggioranza: Stefano Bonacini
- Socio di maggioranza con delega al settore giovanile: Roberto Marani
- Socio di minoranza: Gianguido Tarabini

Area organizzativa
- Segretario generale e team manager: Matteo Scala
- Dirigente accompagnatore 1ª squadra: Giuseppe Valentino
- Segreteria: Mauro Bellentani
- Responsabile amministrazione: Ileana Raviola
- Responsabile biglietteria: Rosy Russo

Area comunicazione
- Responsabile comunicazione: Stefano Gozzi
- Ufficio stampa: Enrico Ronchetti

Area marketing
- Responsabile marketing: Simone Palmieri
- Ufficio marketing: Paolo Ferrari
- Responsabile web e social network: Davide Corradini

Area tecnica
- Direttore sportivo: Sean Sogliano, poi Giancarlo Romairone
- Allenatore: Fabrizio Castori, poi Giuseppe Sannino, poi Fabrizio Castori
- Allenatore in seconda: Giandomenico Costi
- Responsabile area tecnica: Aldo Preite
- Responsabile area tecnica settore giovanile: Roberto Canepa
- Responsabile area scouting: Giuseppe Pompilio

Area Sicurezza e tifosi
- Delegato alla sicurezza: Luca Diana
- Delegato rapporti tifoseria: Enrico Ronchetti

## Rosa
Rosa aggiornata al 2 febbraio 2016.
| N. |                        | Ruolo | Calciatore                      |
| -- | ---------------------- | ----- | ------------------------------- |
| 1  | Serbia (bandiera)      | P     | Željko Brkić                    |
| 2  | Brasile (bandiera)     | D     | Wallace                         |
| 2  | Italia (bandiera)      | D     | Stefano Sabelli                 |
| 3  | Italia (bandiera)      | D     | Gaetano Letizia                 |
| 4  | Ghana (bandiera)       | C     | Isaac Cofie                     |
| 5  | Italia (bandiera)      | D     | Cristian Zaccardo (capitano)    |
| 6  | Italia (bandiera)      | D     | Riccardo Gagliolo               |
| 7  | Brasile (bandiera)     | A     | Ryder Matos                     |
| 7  | Italia (bandiera)      | C     | Filippo Porcari                 |
| 8  | Italia (bandiera)      | C     | Raffaele Bianco (vice capitano) |
| 9  | Polonia (bandiera)     | A     | Kamil Wilczek                   |
| 10 | Italia (bandiera)      | C     | Andrea Lazzari                  |
| 10 | Italia (bandiera)      | C     | Simone Verdi                    |
| 11 | Italia (bandiera)      | C     | Antonio Di Gaudio               |
| 12 | Italia (bandiera)      | A     | Marco Borriello                 |
| 13 | Italia (bandiera)      | D     | Fabrizio Poli                   |
| 14 | Uruguay (bandiera)     | D     | Federico Gino                   |
| 14 | Francia (bandiera)     | C     | Eddy Gnahoré                    |
| 15 | Italia (bandiera)      | A     | Kevin Lasagna                   |
| 16 | Paesi Bassi (bandiera) | C     | Jonathan de Guzmán              |

| N. |                      | Ruolo | Calciatore             |
| -- | -------------------- | ----- | ---------------------- |
| 17 | Italia (bandiera)    | C     | Marco Crimi            |
| 18 | Croazia (bandiera)   | D     | Igor Bubnjić           |
| 19 | Italia (bandiera)    | C     | Lorenzo Pasciuti       |
| 20 | Italia (bandiera)    | C     | Lorenzo Lollo          |
| 21 | Italia (bandiera)    | D     | Simone Romagnoli       |
| 22 | Italia (bandiera)    | P     | Francesco Benussi      |
| 23 | Italia (bandiera)    | D     | Emanuele Suagher       |
| 25 | Italia (bandiera)    | A     | Matteo Mancosu         |
| 27 | Slovenia (bandiera)  | P     | Vid Belec              |
| 29 | Brasile (bandiera)   | C     | Raphael Martinho       |
| 33 | Argentina (bandiera) | D     | Nicolás Spolli         |
| 34 | Brasile (bandiera)   | D     | Gabriel Silva          |
| 36 | Svizzera (bandiera)  | D     | Fabio Daprelà          |
| 39 | Italia (bandiera)    | C     | Luca Marrone           |
| 58 | Svizzera (bandiera)  | C     | Matteo Fedele          |
| 91 | Italia (bandiera)    | P     | Simone Colombi         |
| 94 | Argentina (bandiera) | C     | Gaspar Emanuel Íñiguez |
| 97 | Italia (bandiera)    | P     | Andrea Liotti          |
| 99 | Nigeria (bandiera)   | A     | Jerry Uche Mbakogu     |

## Calciomercato

### Sessione estiva(dall'1/7 al 31/8)
| Acquisti | Acquisti           | Acquisti      | Acquisti                         |
| R.       | Nome               | da            | Modalità                         |
| -------- | ------------------ | ------------- | -------------------------------- |
| P        | Željko Brkić       | Udinese       | prestito                         |
| P        | Francesco Benussi  |               | svincolato                       |
| P        | Maicol Murano      | Albano Calcio | definitivo                       |
| P        | Vid Belec          | Inter         | definitivo                       |
| D        | Lorenzo Granatiero | Juventus      | prestito                         |
| D        | Gabriel Silva      | Udinese       | prestito                         |
| D        | Cristian Zaccardo  | Milan         | definitivo                       |
| D        | Nicolás Spolli     |               | svincolato                       |
| D        | Igor Bubnjić       | Udinese       | prestito                         |
| D        | Wallace            | Chelsea       | prestito con diritto di riscatto |
| C        | Luca Marrone       | Juventus      | prestito                         |
| C        | Matteo Fedele      | Sion          | prestito con diritto di riscatto |
| C        | Raphael Martinho   |               | svincolato                       |
| C        | Andrea Lazzari     |               | svincolato                       |
| C        | Federico Franchini | Chievo        | definitivo                       |
| C        | Gaspar Iñíguez     | Granada       | prestito                         |
| A        | Kamil Wilczek      |               | svincolato                       |
| A        | Ryder Matos        | Fiorentina    | prestito                         |
| A        | Marco Borriello    |               | svincolato                       |

| Cessioni | Cessioni              | Cessioni      | Cessioni      |
| R.       | Nome                  | a             | Modalità      |
| -------- | --------------------- | ------------- | ------------- |
| P        | Gabriel               | Milan         | fine prestito |
| P        | Roberto Maurantonio   |               | svincolato    |
| P        | Renato Dossena        |               | svincolato    |
| P        | Francesco Forte       | Maceratese    | definitivo    |
| P        | Matteo Brunelli       | Chievo        | definitivo    |
| D        | Emanuele Suagher      | Atalanta      | fine prestito |
| D        | Aljaž Struna          | Palermo       | fine prestito |
| D        | Fabrizio Poli         | Novara        | prestito      |
| D        | Daniele Sarzi Puttini | Südtirol      | prestito      |
| D        | Nicolò Sperotto       | Arezzo        | prestito      |
| D        | Andrea Boron          | Siena         | prestito      |
| C        | Simon Laner           | Verona        | fine prestito |
| C        | Salvatore Molina      | Atalanta      | fine prestito |
| C        | Filippo Porcari       | Bari          | definitivo    |
| C        | Alberto Torelli       | Siena         | prestito      |
| A        | Roberto Inglese       | Chievo        | fine prestito |
| A        | Federico Palmieri     | Santarcangelo | prestito      |
| C        | Massimiliano Gatto    | Pro Vercelli  | definitivo    |

### Sessione invernale(dal 4/1 all'1/2)
| Acquisti | Acquisti           | Acquisti   | Acquisti                                                          |
| R.       | Nome               | da         | Modalità                                                          |
| -------- | ------------------ | ---------- | ----------------------------------------------------------------- |
| P        | Simone Colombi     | Palermo    | prestito                                                          |
| D        | Fabio Daprelà      | Palermo    | svincolato                                                        |
| D        | Stefano Sabelli    | Bari       | prestito con diritto di riscatto obbligatorio in caso di salvezza |
| D        | Emanuele Suagher   | Atalanta   | prestito                                                          |
| C        | Eddy Gnahoré       | Napoli     | prestito                                                          |
| C        | Marco Crimi        | Bologna    | prestito con diritto di riscatto                                  |
| C        | Jonathan de Guzmán | Napoli     | prestito                                                          |
| C        | Fabrizio Poli      | Novara     | fine prestito                                                     |
| C        | Filippo Porcari    | Bari       | prestito                                                          |
| C        | Yaw Asante         | svincolato | gratuito                                                          |
| C        | Simone Verdi       | Milan      | prestito                                                          |
| A        | Matteo Mancosu     | Bologna    | prestito con diritto di riscatto obbligatorio in caso di salvezza |

| Cessioni | Cessioni          | Cessioni    | Cessioni              |
| R.       | Nome              | a           | Modalità              |
| -------- | ----------------- | ----------- | --------------------- |
| P        | Francesco Benussi | Vicenza     | gratuito              |
| D        | Nicolò Sperotto   | Alessandria | prestito              |
| D        | Nicolás Spolli    | Chievo      | svincolato            |
| D        | Wallace           | Chelsea     | fine prestito         |
| D        | Gabriel Silva     | Udinese     | fine prestito         |
| C        | Andrea Lazzari    | Bari        | prestito              |
| C        | Federico Gino     | Defensor    | fine prestito         |
| C        | Gaspar Iñíguez    | Granada     | fine prestito         |
| C        | Luca Marrone      | Juventus    | fine prestito         |
| A        | Kamil Wilczek     | Brøndby     | definitivo (225000 €) |
| A        | Ryder Matos       | Fiorentina  | fine prestito         |
| A        | Marco Borriello   | Atalanta    | gratuito              |

## Risultati

### Serie A

#### Girone di andata
| Arbitro: | Fabbri (Ravenna) |

|                                                   |           |                       |
| Éder 14’ (rig.), 33’ Muriel 21’, 31’ Fernando 37’ | Marcatori | 38’ Lazzari 88’ Matos |

| Arbitro: | Massa (Imperia) |

|               |           |                         |
| Di Gaudio 81’ | Marcatori | 31’, 89’ (rig.) Jovetić |

| Arbitro: | Gavillucci (Latina) |

|                           |           |                                   |
| Hiljemark 6’ Đurđević 88’ | Marcatori | 24’ (aut.) Vitiello 64’ Borriello |

| Arbitro: | Di Bello (Brindisi) |

|  |           |             |
|  | Marcatori | 35’ Babacar |

| Modena 23 settembre 2015, ore 15:00 CEST 5ª giornata | Carpi            | 0 – 0 referto | Napoli | Stadio Alberto Braglia (9 951 spett.)\| Arbitro: \| Rocchi (Firenze) \| |
| Arbitro:                                             | Rocchi (Firenze) |               |        |                                                                         |

| Arbitro: | Irrati (Pistoia) |

|                                                         |           |               |
| Manolas 24’ Pjanic 28’ Gervinho 31’ Salah 51’ Digne 68’ | Marcatori | 34’ Borriello |

| Arbitro: | Russo (Nola) |

|                              |           |                  |
| Padelli 55’ (aut.) Matos 72’ | Marcatori | 75’ (rig.) Lòpez |

| Arbitro: | Pasqua (Tivoli) |

|                                          |           |  |
| Pinilla 7’ Gómez 43’ Cigarini 63’ (rig.) | Marcatori |  |

| Arbitro: | Tagliavento (Terni) |

|             |           |                            |
| Letizia 24’ | Marcatori | 47’ Gastaldello 93’ Masina |

| Arbitro: | Damato (Barletta) |

|                          |           |             |
| Ciofani 51’ Sammarco 91’ | Marcatori | 66’ Marrone |

| Modena 1º novembre 2015, ore 15:00 CET 11ª giornata | Carpi               | 0 – 0 referto | Verona | Stadio Alberto Braglia (7 093 spett.)\| Arbitro: \| Mazzoleni (Bergamo) \| |
| Arbitro:                                            | Mazzoleni (Bergamo) |               |        |                                                                            |

| Arbitro: | Valeri (Roma) |

|             |           |  |
| Sansone 28’ | Marcatori |  |

| Arbitro: | Maresca (Napoli) |

|                      |           |                           |
| Gamberini 61’ (aut.) | Marcatori | 8’ Inglese 14’ Meggiorini |

| Arbitro: | Gavillucci (Latina) |

|                    |           |                            |
| Diogo Figueiras 8’ | Marcatori | 57’ Borriello 81’ Zaccardo |

| Modena 6 dicembre 2015, ore 20:45 CET 15ª giornata | Carpi            | 0 – 0 referto | Milan | Stadio Alberto Braglia (12 150 spett.)\| Arbitro: \| Irrati (Pistoia) \| |
| Arbitro:                                           | Irrati (Pistoia) |               |       |                                                                          |

| Arbitro: | Cervellera (Taranto) |

|                                 |           |  |
| Maccarone 46’, 61’ Saponara 51’ | Marcatori |  |

| Arbitro: | Giacomelli (Trieste) |

|                                  |           |                              |
| Borriello 15’ Bonucci 92’ (aut.) | Marcatori | 18’, 42’ Mandzukic 51’ Pogba |

| Roma 6 gennaio 2016, ore 15:00 CET 18ª giornata | Lazio        | 0 – 0 referto | Carpi | Stadio Olimpico di Roma (20 090 spett.)\| Arbitro: \| Russo (Nola) \| |
| Arbitro:                                        | Russo (Nola) |               |       |                                                                       |

| Arbitro: | Fabbri (Ravenna) |

|                        |           |               |
| Pasciuti 26’ Lollo 71’ | Marcatori | 73’ D. Zapata |

#### Girone di ritorno
| Arbitro: | Mariani (Aprilia) |

|                              |           |            |
| Lollo 27’ Mbakogu 55’ (rig.) | Marcatori | 33’ Correa |

| Arbitro: | Gervasoni (Mantova) |

|             |           |               |
| Palacio 39’ | Marcatori | 90+2’ Lasagna |

| Arbitro: | Rizzoli (Bologna) |

|                    |           |               |
| Mancosu 74’ (rig.) | Marcatori | 24’ Gilardino |

| Arbitro: | Cervellera (Taranto) |

|                              |           |             |
| Borja Valero 3’ Zarate 90+3’ | Marcatori | 73’ Lasagna |

| Arbitro: | Doveri (Roma) |

|                    |           |  |
| Higuaín 69’ (rig.) | Marcatori |  |

| Arbitro: | Tagliavento (Terni) |

|             |           |                               |
| Lasagna 61’ | Marcatori | 56’ Digne 84’ Džeko 85’ Salah |

| Torino 21 febbraio 2016, ore 15:00 CET 26ª giornata | Torino              | 0 – 0 referto | Carpi | Stadio Olimpico (22 891 spett.)\| Arbitro: \| Gavillucci (Latina) \| |
| Arbitro:                                            | Gavillucci (Latina) |               |       |                                                                      |

| Arbitro: | Calvarese (Teramo) |

|                  |           |            |
| Verdi 75’ (rig.) | Marcatori | 52’ Kurtić |

| Bologna 6 marzo 2016, ore 15:00 CET 28ª giornata | Bologna             | 0 – 0 referto | Carpi | Stadio Renato Dall'Ara (16 820 spett.)\| Arbitro: \| Mazzoleni (Bergamo) \| |
| Arbitro:                                         | Mazzoleni (Bergamo) |               |       |                                                                             |

| Arbitro: | Banti (Livorno) |

|                                 |           |             |
| Bianco 27’ de Guzmán 90’ (rig.) | Marcatori | 71’ Dionisi |

| Arbitro: | Russo (Nola) |

|            |           |                           |
| Ioniță 63’ | Marcatori | 42’ Di Gaudio 66’ Lasagna |

| Arbitro: | Cervellera (Taranto) |

|              |           |                                  |
| Gagliolo 25’ | Marcatori | 4’ Sansone 35’ Defrel 73’ Acerbi |

| Arbitro: | Fabbri (Ravenna) |

|                |           |  |
| Pellissier 83’ | Marcatori |  |

| Arbitro: | Rizzoli (Mirandola) |

|                                                      |           |               |
| Di Gaudio 45+4’ Lollo 45+5’ Pasciuti 49’ Sabelli 86’ | Marcatori | 34’ Pavoletti |

| Milano 21 aprile 2016, ore 20:45 34ª giornata | Milan                    | 0 – 0 referto | Carpi | Stadio Giuseppe Meazza (28 801 spett.)\| Arbitro: \| Guida (Torre Annunziata) \| |
| Arbitro:                                      | Guida (Torre Annunziata) |               |       |                                                                                  |

| Arbitro: | Valeri (Roma 2) |

|             |           |  |
| Lasagna 85’ | Marcatori |  |

| Arbitro: | Irrati (Pistoia) |

|                       |           |  |
| Hernanes 42’ Zaza 80’ | Marcatori |  |

| Arbitro: | Rocchi (Firenze) |

|             |           |                                    |
| Mbakogu 84’ | Marcatori | 23’ Bisevac 32’ Candreva 73’ Klose |

| Arbitro: | Mazzoleni (Bergamo) |

|                      |           |                       |
| Di Natale 78’ (rig.) | Marcatori | 36’ (rig.), 38’ Verdi |

### Coppa Italia

#### Turni eliminatori
| Arbitro: | Gervasoni (Mantova) |

|                  |           |  |
| Matos 107’, 116’ | Marcatori |  |

| Arbitro: | Manganiello (Pinerolo) |

|                                |           |           |
| Matos 47’ Borriello 57’ (rig.) | Marcatori | 75’ Gatto |

#### Fase finale
| Arbitro: | Gervasoni (Mantova) |

|  |           |               |
|  | Marcatori | 76’ Di Gaudio |

| Arbitro: | Calvarese (Teramo) |

|                     |           |             |
| Bacca 14’ Niang 29’ | Marcatori | 50’ Mancosu |

## Statistiche

### Statistiche di squadra
Statistiche aggiornate al 15 maggio 2016.
| Competizione | Punti | In casa | In casa | In casa | In casa | In casa | In casa | In trasferta | In trasferta | In trasferta | In trasferta | In trasferta | In trasferta | Totale | Totale | Totale | Totale | Totale | Totale | D.R. |
| Competizione | Punti | G       | V       | N       | P       | Gf      | Gs      | G            | V            | N            | P            | Gf           | Gs           | G      | V      | N      | P      | Gf     | Gs     | D.R. |
| ------------ | ----- | ------- | ------- | ------- | ------- | ------- | ------- | ------------ | ------------ | ------------ | ------------ | ------------ | ------------ | ------ | ------ | ------ | ------ | ------ | ------ | ---- |
| Serie A      | 38    | 19      | 6       | 5       | 8       | 23      | 26      | 19           | 3            | 6            | 10           | 14           | 31           | 38     | 9      | 11     | 18     | 37     | 57     | −20  |
| Coppa Italia | -     | 2       | 2       | 0       | 0       | 4       | 1       | 2            | 1            | 0            | 1            | 2            | 2            | 4      | 3      | 0      | 1      | 6      | 3      | 3    |
| Totale       | 38    | 21      | 8       | 4       | 8       | 27      | 27      | 21           | 4            | 5            | 11           | 16           | 33           | 42     | 12     | 10     | 19     | 43     | 60     | −17  |

### Andamento in campionato
| Giornata  | 1  | 2  | 3  | 4  | 5  | 6  | 7  | 8  | 9  | 10 | 11 | 12 | 13 | 14 | 15 | 16 | 17 | 18 | 19 | 20 | 21 | 22 | 23 | 24 | 25 | 26 | 27 | 28 | 29 | 30 | 31 | 32 | 33 | 34 | 35 | 36 | 37 | 38 |
| --------- | -- | -- | -- | -- | -- | -- | -- | -- | -- | -- | -- | -- | -- | -- | -- | -- | -- | -- | -- | -- | -- | -- | -- | -- | -- | -- | -- | -- | -- | -- | -- | -- | -- | -- | -- | -- | -- | -- |
| Luogo     | T  | C  | T  | C  | C  | T  | C  | T  | C  | T  | C  | T  | C  | T  | C  | T  | C  | T  | C  | C  | T  | C  | T  | T  | C  | T  | C  | T  | C  | T  | C  | T  | C  | T  | C  | T  | C  | T  |
| Risultato | P  | P  | N  | P  | N  | P  | V  | P  | P  | P  | N  | P  | P  | V  | N  | P  | P  | N  | V  | V  | N  | N  | P  | P  | P  | N  | N  | N  | V  | V  | P  | P  | V  | N  | V  | P  | P  | V  |
| Posizione | 20 | 20 | 18 | 19 | 19 | 20 | 17 | 18 | 19 | 19 | 19 | 19 | 19 | 19 | 19 | 19 | 19 | 19 | 19 | 18 | 18 | 18 | 18 | 18 | 19 | 18 | 19 | 19 | 19 | 17 | 17 | 17 | 17 | 17 | 17 | 17 | 18 | 18 |

Legenda:

Luogo: C = Casa; T = Trasferta. Risultato: V = Vittoria; N = Pareggio; P = Sconfitta.

### Statistiche dei giocatori
Sono da considerare 4 autogol a favore dei biancorossi.
Sono in corsivo i calciatori che hanno lasciato la società a stagione in corso.
| Giocatore    | Serie A  | Serie A | Serie A     | Serie A    | Coppa Italia | Coppa Italia | Coppa Italia | Coppa Italia | Totale   | Totale | Totale      | Totale     |
| Giocatore    | Presenze | Reti    | Ammonizioni | Espulsioni | Presenze     | Reti         | Ammonizioni  | Espulsioni   | Presenze | Reti   | Ammonizioni | Espulsioni |
| ------------ | -------- | ------- | ----------- | ---------- | ------------ | ------------ | ------------ | ------------ | -------- | ------ | ----------- | ---------- |
| V. Belec     | 30       | -41     | ?           | ?          | 0            | -0           | 0            | 0            | 30       | -41    | 0+          | 0+         |
| F. Benussi   | 4        | -3      | ?           | ?          | 1            | -0           | 0            | 0            | 5        | -3     | 0+          | 0+         |
| R. Bianco    | 26       | 1       | ?           | ?          | 1            | 0            | 0            | 0            | 27       | 1      | 0+          | 0+         |
| M. Borriello | 12       | 4       | ?           | ?          | 2            | 1            | 0            | 0            | 14       | 5      | 0+          | 0+         |
| Z. Brkić     | 4        | -12     | ?           | ?          | 3            | -2           | 0            | 0            | 7        | -14    | 0+          | 0+         |
| I. Bubnjić   | 0        | 0       | ?           | ?          | 1            | 0            | 0            | 0            | 1        | 0      | 0+          | 0+         |
| I. Cofie     | 0        | 0       | ?           | ?          | 2            | 0            | 0            | 0            | 2        | 0      | 0+          | 0+         |
| S. Colombi   | 1        | -1      | ?           | ?          | 0            | -0           | 0            | 0            | 1        | -1     | 0+          | 0+         |
| M. Crimi     | 19       | 0       | ?           | ?          | 1            | 0            | 0            | 0            | 20       | 0      | 0+          | 0+         |
| F. Daprelà   | 2        | 0       | ?           | ?          | 0            | 0            | 0            | 0            | 2        | 0      | 0+          | 0+         |
| J. de Guzmán | 5        | 1       | ?           | ?          | 0            | 0            | 0            | 0            | 5        | 1      | 0+          | 0+         |
| A. Di Gaudio | 29       | 3       | ?           | ?          | 2            | 1            | 0            | 0            | 31       | 4      | 0+          | 0+         |
| M. Fedele    | 8        | 0       | ?           | ?          | 0            | 0            | 0            | 0            | 8        | 0      | 0+          | 0+         |
| R. Gagliolo  | 31       | 1       | ?           | ?          | 4            | 0            | 0            | 0            | 35       | 1      | 0+          | 0+         |
| F. Gino      | 0        | 0       | ?           | ?          | 1            | 0            | 0            | 0            | 1        | 0      | 0+          | 0+         |
| E. Gnahoré   | 0        | 0       | ?           | ?          | 0            | 0            | 0            | 0            | 0        | 0      | 0+          | 0+         |
| G. Iñíguez   | 0        | 0       | ?           | ?          | 0            | 0            | 0            | 0            | 0        | 0      | 0+          | 0+         |
| K. Lasagna   | 36       | 5       | ?           | ?          | 3            | 0            | 0            | 0            | 39       | 5      | 0+          | 0+         |
| A. Lazzari   | 8        | 1       | ?           | ?          | 2            | 0            | 1            | 0            | 10       | 1      | 1+          | 0+         |
| G. Letizia   | 35       | 1       | ?           | ?          | 4            | 0            | 0            | 0            | 39       | 1      | 0+          | 0+         |
| A. Liotti    | 0        | 0       | ?           | ?          | 0            | 0            | 0            | 0            | 0        | 0      | 0+          | 0+         |
| L. Lollo     | 27       | 3       | ?           | ?          | 3            | 0            | 1            | 0            | 30       | 3      | 1+          | 0+         |
| M. Mancosu   | 12       | 1       | ?           | ?          | 1            | 1            | 0            | 0            | 13       | 2      | 0+          | 0+         |
| J. Mbakogu   | 24       | 2       | ?           | ?          | 2            | 0            | 3            | 1            | 26       | 2      | 3+          | 1+         |
| L. Marrone   | 9        | 1       | ?           | ?          | 4            | 0            | 2            | 0            | 13       | 1      | 2+          | 0+         |
| R. Martinho  | 11       | 0       | ?           | ?          | 2            | 0            | 0            | 0            | 13       | 0      | 0+          | 0+         |
| R. Matos     | 15       | 2       | ?           | ?          | 3            | 3            | 0ù2          | 0            | 18       | 5      | 0+          | 0+         |
| L. Pasciuti  | 21       | 2       | ?           | ?          | 2            | 0            | 0            | 0            | 23       | 2      | 0+          | 0+         |
| F. Poli      | 10       | 0       | ?           | ?          | 0            | 0            | 0            | 0            | 10       | 0      | 0+          | 0+         |
| F. Porcari   | 4        | 0       | ?           | ?          | 0            | 0            | 0            | 0            | 4        | 0      | 0+          | 0+         |
| S. Romagnoli | 30       | 0       | ?           | ?          | 3            | 0            | 1            | 1            | 33       | 0      | 1+          | 1+         |
| S. Sabelli   | 7        | 1       | ?           | ?          | 0            | 0            | 0            | 0            | 7        | 1      | 0+          | 0+         |
| G. Silva     | 16       | 0       | ?           | ?          | 4            | 0            | 2            | 0            | 20       | 0      | 2+          | 0+         |
| N. Spolli    | 4        | 0       | ?           | ?          | 1            | 0            | 0            | 0            | 5        | 0      | 0+          | 0+         |
| E. Suagher   | 9        | 0       | ?           | ?          | 0            | 0            | 0            | 0            | 9        | 0      | 0+          | 0+         |
| S. Verdi     | 8        | 3       | ?           | ?          | 0            | 0            | 0            | 0            | 8        | 3      | 0+          | 0+         |
| Wallace      | 6        | 0       | ?           | ?          | 1            | 0            | 1            | 0            | 7        | 0      | 1+          | 0+         |
| K. Wilczek   | 3        | 0       | ?           | ?          | 1            | 0            | 0            | 0            | 4        | 0      | 0+          | 0+         |
| C. Zaccardo  | 27       | 1       | ?           | ?          | 2            | 0            | 0            | 0            | 29       | 1      | 0+          | 0+         |